# Masamitsu Kanemoto
Masamitsu Kanemoto (Hyogo, 17 oktober 1962) is een voormalig Japans voetballer.

## Carrière
Masamitsu Kanemoto speelde tussen 1981 en 1998 voor Vissel Kobe.

## Statistieken
| Japan   | Japan          | Japan            | League | League | Emperor's Cup | Emperor's Cup | J-League Cup | J-League Cup | Totaal | Totaal |
| Seizoen | Club           | League           | Wed.   | Goals  | Wed.          | Goals         | Wed.         | Goals        | Wed.   | Goals  |
| ------- | -------------- | ---------------- | ------ | ------ | ------------- | ------------- | ------------ | ------------ | ------ | ------ |
| 1981    | Kawasaki Steel | Regional Leagues |        |        |               |               |              |              |        |        |
| 1982    | Kawasaki Steel | Regional Leagues |        |        |               |               |              |              |        |        |
| 1983    | Kawasaki Steel | Regional Leagues |        |        |               |               |              |              |        |        |
| 1984    | Kawasaki Steel | Regional Leagues |        |        |               |               |              |              |        |        |
| 1985    | Kawasaki Steel | Regional Leagues |        |        |               |               |              |              |        |        |
| 1986/87 | Kawasaki Steel | JSL Division 2   |        |        |               |               |              |              |        |        |
| 1987/88 | Kawasaki Steel | JSL Division 2   |        |        |               |               |              |              |        |        |
| 1988/89 | Kawasaki Steel | JSL Division 2   |        |        |               |               |              |              |        |        |
| 1989/90 | Kawasaki Steel | JSL Division 2   | 28     | 0      | -             | -             | 2            | 0            | 30     | 0      |
| 1990/91 | Kawasaki Steel | JSL Division 2   | 30     | 0      | -             | -             | 1            | 0            | 31     | 0      |
| 1991/92 | Kawasaki Steel | JSL Division 2   | 30     | 0      |               |               | 1            | 0            | 31     | 0      |
| 1992    | Kawasaki Steel | Football League  | 18     | 0      |               |               | -            | -            | 18     | 0      |
| 1993    | Kawasaki Steel | Football League  | 18     | 0      | 2             | 0             | -            | -            | 20     | 0      |
| 1994    | Kawasaki Steel | Football League  | 30     | 0      | 2             | 0             | -            | -            | 32     | 0      |
| 1995    | Vissel Kobe    | Football League  | 7      | 0      | 0             | 0             | -            | -            | 7      | 0      |
| 1996    | Vissel Kobe    | Football League  | 0      | 0      | 0             | 0             | -            | -            | 0      | 0      |
| 1997    | Vissel Kobe    | J. League 1      | 5      | 0      | 0             | 0             | 1            | 0            | 6      | 0      |
| 1998    | Vissel Kobe    | J. League 1      | 1      | 0      | 0             | 0             | 0            | 0            | 1      | 0      |
| Totaal  | Totaal         | Totaal           | 167    | 0      | 4             | 0             | 5            | 0            | 176    | 0      |